# ジャック・マッシー
ジャック・マッシー（Jack Massey、1993年4月12日 - ）は、イギリスのプロボクサー。ダービーシャー出身。元IBO世界クルーザー級王者。

## 来歴
2019年12月19日、ロンドンのヨーク・ホールでリチャード・リアクポーとBBBofC英国クルーザー級王座決定戦を行い、12回0-3（113-115×2、111-117）の判定負けを喫し王座を獲得出来なかった。
2021年7月2日、シェフィールドのウルティラ・アリーナ・シェフィールドでエンギン・カラカプランとIBFヨーロッパクルーザー級王座決定戦を行い、4回1分30秒KO勝ちを収め王座を獲得した。
2021年11月26日、ボルトンのホワイテス・ホテルでビラル・ラッゴーンとケビン・レレナの王座剥奪に伴いIBO世界クルーザー級王座決定戦を行い、3回1分36秒TKO勝ちを収め王座を獲得した。
2024年6月15日、セルハースト・パークでコモンウェルスイギリスクルーザー級王者イサック・チェンバレンとEBUヨーロッパクルーザー級王座決定戦を行い、12回3-0（116-112、115-113×2）の判定勝ちを収め両王座を獲得した。

## 獲得タイトル
- WBCシルバー世界クルーザー級ユース王座
- IBFヨーロッパクルーザー級王座
- IBO世界クルーザー級王座
- コモンウェルスクルーザー級王座
- EBUヨーロッパクルーザー級王座